# Glen Toonga
Glen Toonga (* 17. März 1995 in London), eigentlich Glen Mbeleg-Toonga, ist ein britischer American-Football-Spieler. Er spielt auf der Position des Runningbacks.

## Karriere
Toonga spielte in seiner Jugend Fußball und war in der Leichtathletik aktiv. Während seines Mathematikstudiums an der University of Southampton begann er 2014 mit dem American Football. 2015 wurde er als Offensive MVP des Universitäts-Teams Southampton Stags ausgezeichnet.
Von 2016 bis 2017 spielte Toonga bei London Blitz. Mit Toonga qualifizierten sich die Blitz jeweils für den Britbowl, das Finale der britischen Meisterschaft, unterlagen jedoch jeweils. 2017 wurde Toonga als Offensive MVP des Teams ausgezeichnet. Er wurde in die britische American-Football-Nationalmannschaft berufen.
Zur Saison 2018 wechselte er zu den Dresden Monarchs in die German Football League (GFL). Mit den Monarchs erreichte Toonga 2018 und 2019 das Halbfinale der deutschen Meisterschaft.
In der Saison 2020 spielte Toonga für die Lowlanders Białystok (die GFL spielte wegen der Covid-19-Pandemie nicht). Das Team erreichte den Polish Bowl, unterlag jedoch.
Toonga kehrte 2021 in die GFL zurück. Mit den Allgäu Comets erreichte er den vierten Platz der GFL Süd und schied im Viertelfinale gegen sein altes Team aus Dresden aus. Toonga wurde ins GFL All-Star Team gewählt.
Für die Saison 2022 wurde Toonga von den Hamburg Sea Devils in der European League of Football (ELF) verpflichtet. In zwölf Spielen erlief er in 257 Versuchen 1.468 Yards und 21 Touchdowns und führte damit jeweils die Ligastatistik in diesen Kategorien an. Er wurde in Woche 5 und Woche 9 als wertvollster Spieler (MVP) ausgezeichnet sowie nach Saisonende in das ELF All-Star First Team 2022 gewählt. Toonga wurde am 10. September 2022 im Vorfeld des Halbfinalspiels der Hamburg Sea Devils von der NADA positiv auf Kokain getestet, wobei das Ergebnis der Probe erst im Oktober feststand. Da Toonga nachweisen konnte, dass er das sogenannte Suchtmittel nicht innerhalb des Wettkampfes und nicht zum Zwecke der Leistungssteigerung im Sport gebraucht hat, wurde er gemäß des Anti-Doping-Regelwerks für drei Monate gesperrt. Trotz seiner guten Leistungen wurde sein Vertrag in Hamburg nicht verlängert, da Toonga laut General Manager Max Paatz „gegen die Werte unserer Franchise und die Statuten der Liga verstoßen“ habe.
Einen Tag nachdem sein Kokainmissbrauch öffentlich wurde, gab Rhein Fire die Verpflichtung Toongas zur Saison 2023 bekannt. Die Liga sperrte ihn für die ersten vier Spiele. Toonga kam auf 926 Yards rushing und 77 Yards receiving. Rhein Fire gewann die ELF-Meisterschaft ohne Niederlage. 
Im November 2024 wurde er für die Saison 2025 von den neu gegründeten Nordic Storm unter Vertrag genommen.

## Statistiken

### Regular Season
| Jahr                            | Team               | Spiele | Starts | Rushing | Rushing | Rushing | Rushing | Rushing | Receiving | Receiving | Receiving | Receiving | Receiving |
| Jahr                            | Team               | Spiele | Starts | Att     | Yds     | Avg     | TD      | Lng     | Rec       | Tgt       | Yds       | TD        | Lng       |
| ------------------------------- | ------------------ | ------ | ------ | ------- | ------- | ------- | ------- | ------- | --------- | --------- | --------- | --------- | --------- |
| European League of Football     |                    |        |        |         |         |         |         |         |           |           |           |           |           |
| 2022                            | Hamburg Sea Devils | 12     | 9      | 257     | 1468    | 5,71    | 21      | 71      | 4         | 7         | 6         | 0         | 6         |
| 2023                            | Rhein Fire         | 8      | 7      | 128     | 926     | 7,23    | 9       | 43      | 7         | 12        | 77        | 1         | 25        |
| 2024                            | Rhein Fire         | 12     | 11     | 256     | 1576    | 6,16    | 30      | 70      | 19        | 23        | 214       | 1         | 25        |
| ELF Gesamt                      | ELF Gesamt         | 32     | 27     | 641     | 3970    | 6,19    | 60      | 71      | 30        | 42        | 297       | 2         | 25        |
| Quellen: sportsmetrics.football |                    |        |        |         |         |         |         |         |           |           |           |           |           |

### Playoffs
| Jahr                            | Team               | Spiele | Starts | Rushing | Rushing | Rushing | Rushing | Rushing | Receiving | Receiving | Receiving | Receiving | Receiving |
| Jahr                            | Team               | Spiele | Starts | Att     | Yds     | Avg     | TD      | Lng     | Rec       | Tgt       | Yds       | TD        | Lng       |
| ------------------------------- | ------------------ | ------ | ------ | ------- | ------- | ------- | ------- | ------- | --------- | --------- | --------- | --------- | --------- |
| European League of Football     |                    |        |        |         |         |         |         |         |           |           |           |           |           |
| 2022                            | Hamburg Sea Devils | 2      | 2      | 49      | 215     | 4,39    | 0       | 33      | 1         | 2         | 8         | 1         | 8         |
| 2023                            | Rhein Fire         | 2      | 2      | 43      | 239     | 5,56    | 1       | 46      | 5         | 5         | 105       | 1         | 36        |
| 2024                            | Rhein Fire         | 3      | 3      | 62      | 360     | 5,81    | 4       | 52      | 5         | 5         | 26        | 0         | 24        |
| ELF Gesamt                      | ELF Gesamt         | 7      | 7      | 154     | 814     | 5,29    | 5       | 52      | 11        | 12        | 139       | 2         | 36        |
| Quellen: sportsmetrics.football |                    |        |        |         |         |         |         |         |           |           |           |           |           |